# Phan Khôi
Phan Khôi (20. srpna 1887, Bao, provincie Quảng Nam, Vietnam – 16. ledna 1959, Hanoj) byl vietnamský novinář, disident a spisovatel. Inspiroval vietnamskou variantu čínské kampaně Sta květů (1957, čínští spisovatelé zde otevřeně kritizovali vládu, požadujíce svobodu slova), za což byl silně perzekvován vietnamskou komunistickou stranou.
Pocházel z významné rodiny, od útlého věku studoval klasickou čínskou i západní literaturu, brzy se naučil francouzsky, seznámil se s liberalismem a začal psát latinisovanou vietnamštinou. Připojil se k pokrokovému a protifrancouzskému hnutí, v roce 1908 byl na rok uvězněn, po propuštění studoval. V roce 1911 založil v rodném městě Bảo An soukromou školu, na níž učil. Od roku 1907 psal politické články pod pseudonymem Chương Dân, stal se velmi známým pro novost a revoluční charakter svých idejí. V mnoha novinách byl redaktorem, od roku 1929 do roku 1956 pracoval jako šéfredaktor mnoha vlivných časopisů. V prosinci 1956 se připojil k hnutí Sta květů (ve vietnamštině se užívá název Nhân Văn), kde prosazoval svobodu slova a tisku a obviňoval komunistickou stranu z porušování ústavy. V důsledku toho byly všechny jeho noviny zrušeny, byl v domácím vězení, byl donucen publikovat několik sebekritik. V roce 1959 zemřel náhle ve svém domě.